# Porri
Porri – miejscowość i gmina we Francji, w regionie Korsyka, w departamencie Górna Korsyka.
Według danych na rok 1990, gminę zamieszkiwały 34 osoby, a gęstość zaludnienia wynosiła 8 osób/km².